# Гвідо Граттон
Гвідо Граттон (італ. Guido Gratton; нар. 23 вересня 1932, Монфальконе — пом. 26 листопада 1996, Баньйо-а-Риполі) — італійський футболіст, що грав на позиції півзахисника. По завершенні ігрової кар'єри — футбольний тренер.
Виступав, зокрема, за «Фіорентину», з якою став чемпіоном Італії, а також національну збірну Італії, у складі якої взяв участь у чемпіонаті світу 1954 року.

## Клубна кар'єра
Розпочав грати у футбол в нижчолігових клубах «Парма» та «Віченца», після чого перейшов у «Комо», за яке і дебютував у Серії А в сезоні 1952/53.
По завершенні сезону новий тренер «Фіорентини» Фульвіо Бернардіні, знайомий з Гвідо по спільній роботі в «Віченці», запросив гравця до «філок». Граттон відіграв за новий клуб наступні сім сезонів своєї ігрової кар'єри, утворивши атакувальну ланку з Жуліньйо, Джузеппе Віргілі та Мігелем Монтуорі. Більшість часу, проведеного у складі «Фіорентини», був основним гравцем команди. За цей час виборов титул чемпіона Італії, чотири рази ставав віце-чемпіоном країни, а також виходив у фінал Кубка чемпіонів, де італійці поступились мадридському «Реалу».
У сезоні 1960/61 захищав кольори «Наполі», після чого перейшов у «Інтернаціонале», але виходив на поле лише у матчах Кубка Ярмарків і вже в листопаді перейшов у «Лаціо» з Серії Б, в якому і завершив професійну ігрову кар'єру по завершенні сезону.

## Виступи за збірну
13 листопада 1953 року дебютував в офіційних іграх у складі національної збірної Італії в матчі відбору на чемпіонат світу 1954 року проти збірної Єгипту (2:1). В січні наступного року італійці без Граттона виграли і матч-відповідь та кваліфікувались на чемпіонат світу 1954 року у Швейцарії, куди поїхав і Гвідо, проте на поле так і не вийшов.
Загалом протягом кар'єри у національній команді, яка тривала 7 років, провів у формі головної команди країни лише 11 матчів, забивши 3 голи.

## Кар'єра тренера
Розпочав тренерську кар'єру, повернувшись до футболу після невеликої перерви, 1969 року, очоливши тренерський штаб клубу «Салернітана», з якою працював у сезоні 1969/70 в Серії С.
В 1970 році недовго очолював команду «Паганезе».
Останнім місцем тренерської роботи був клуб «Фоліньйо».

## Вбивство
26 листопада 1996 року у віці 64 років Граттон був убитий грабіжниками, які таємно проникли в його будинок в Баньйо-а-Риполі. Понад п'ять тисяч осіб були присутні на його похоронах, що відбулася в базиліці Санта-Кроче в Флоренції, а «Фіорентина» наступний матч почала з хвилини мовчання та грала у траурних пов'язках.
| Дата       | Місто          | Господарі         | Результат | Гості             | Турнір                   | Голи | Примітки |
| ---------- | -------------- | ----------------- | --------- | ----------------- | ------------------------ | ---- | -------- |
| 13/11/1953 | Каїр           | Єгипет            | 1 – 2     | Італія            | Відбір до ЧС 1954        | -    |          |
| 15/02/1956 | Болонья        | Італія            | 2 – 0     | Франція           | товариський матч         | 1    |          |
| 25/04/1956 | Мілан          | Італія            | 3 – 0     | Бразилія          | товариський матч         | -    |          |
| 24/06/1956 | Буенос-Айрес   | Аргентина         | 1 – 0     | Італія            | товариський матч         | -    |          |
| 01/07/1956 | Ріо-де-Жанейро | Бразилія          | 2 – 0     | Італія            | товариський матч         | -    | 60'      |
| 11/11/1956 | Берн           | Швейцарія         | 1 – 1     | Італія            | Кубок Центральної Європи | -    |          |
| 25/04/1957 | Рим            | Італія            | 1 – 0     | Північна Ірландія | Відбір до ЧС 1958        | -    |          |
| 12/05/1957 | Загреб         | Югославія         | 6 – 1     | Італія            | Кубок Центральної Європи | -    |          |
| 04/12/1957 | Белфаст        | Північна Ірландія | 2 – 2     | Італія            | товариський матч         | -    |          |
| 22/12/1957 | Мілан          | Італія            | 3 – 0     | Португалія        | Відбір до ЧС 1958        | 2    |          |
| 06/05/1959 | Лондон         | Англія            | 2 – 2     | Італія            | товариський матч         | -    |          |
| Усього     |                | Матчів            | 11        |                   | Голів                    | 3    |          |

## Титули і досягнення
- Чемпіон Італії (1):

«Фіорентіна»: 1955–56